# Oldendorf (Holstein)
Oldendorf (niederdeutsch: Olendörp) ist eine Gemeinde im Kreis Steinburg in Schleswig-Holstein. Bekhof liegt im Gemeindegebiet.

## Geografie und Verkehr
Oldendorf liegt fünf Kilometer nordwestlich von Itzehoe. Bekau und Ottenbütteler Mühlenbach bilden im Westen und Norden die Grenze des Gemeindegebietes, die Bundesstraße 5 verläuft südlich.

## Geschichte
Im Jahre 1217 wurde Oldendorf erstmals urkundlich erwähnt.

## Eingemeindungen
Am 1. Januar 1976 wurde die kleine Nachbargemeinde Bekhof eingegliedert.

## Politik

### Gemeindevertretung
Bei der Kommunalwahl am 14. Mai 2023 wurden insgesamt elf Sitze vergeben. Von diesen erhielt die Freie Wählervereinigung Oldendorf sechs Sitze, das Aktive Bürgerforum Oldendorf erhielt drei Sitze und die Kommunale Wählervereinigung Oldendorf erhielt zwei Sitze.

### Wappen

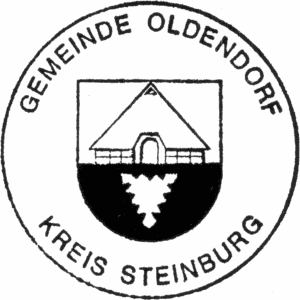
Siegel der Gemeinde Oldendorf

Das „Wappen“ der Gemeinde ist heraldisch nicht beschreibbar und somit kein Wappen im eigentlichen Sinne, sondern den Bildsiegeln zuzuordnen. Es wurde nach dem Zweiten Weltkrieg in Ermangelung von Dienstsiegeln, die frei von nationalsozialistischen und kaiserlichen Symbolen sind, von der Gemeinde gewählt und wird heute noch verwendet (siehe Von der britischen Militärregierung genehmigte Wappen in Schleswig-Holstein).

## Bilder

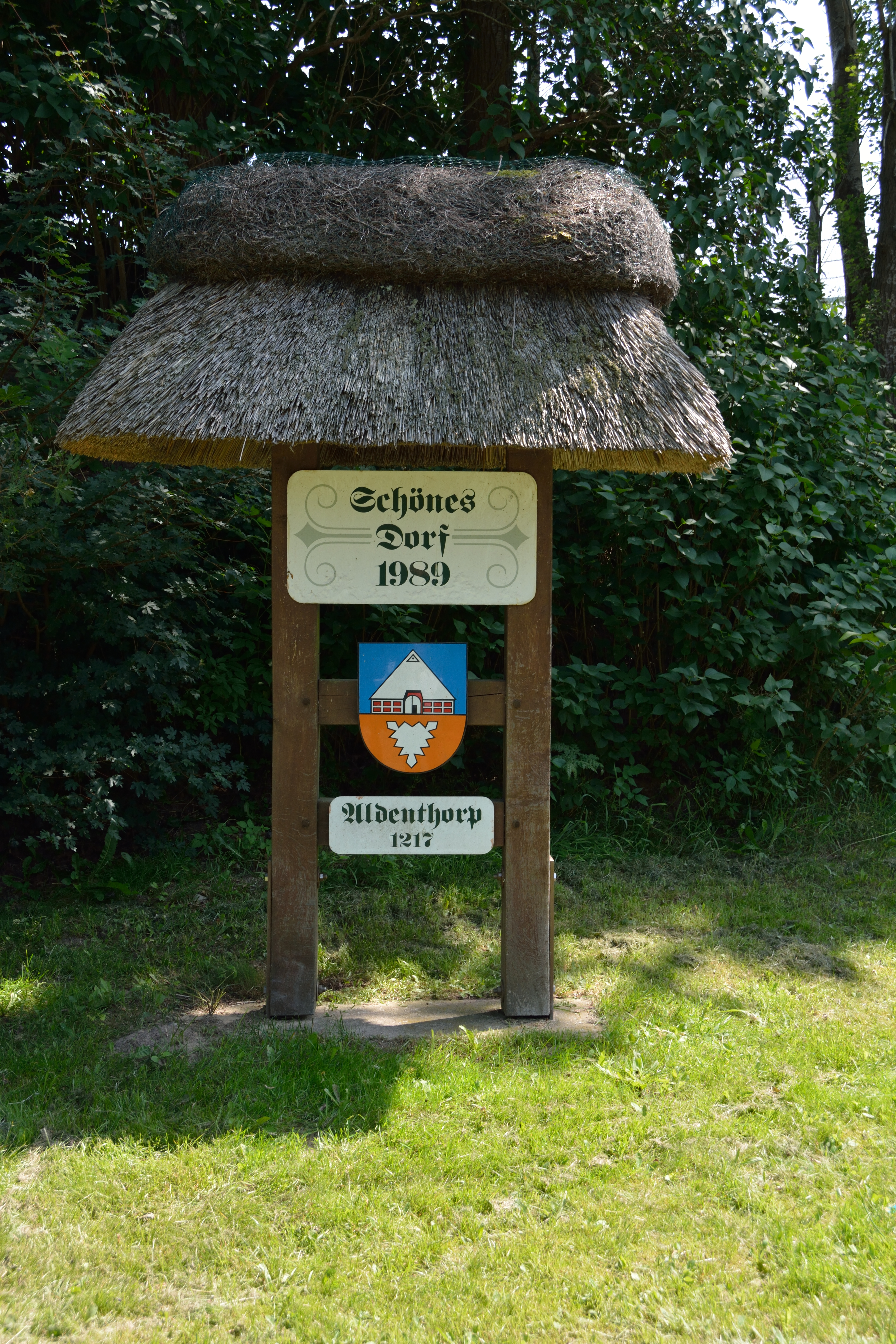
Schönes Dorf 1989
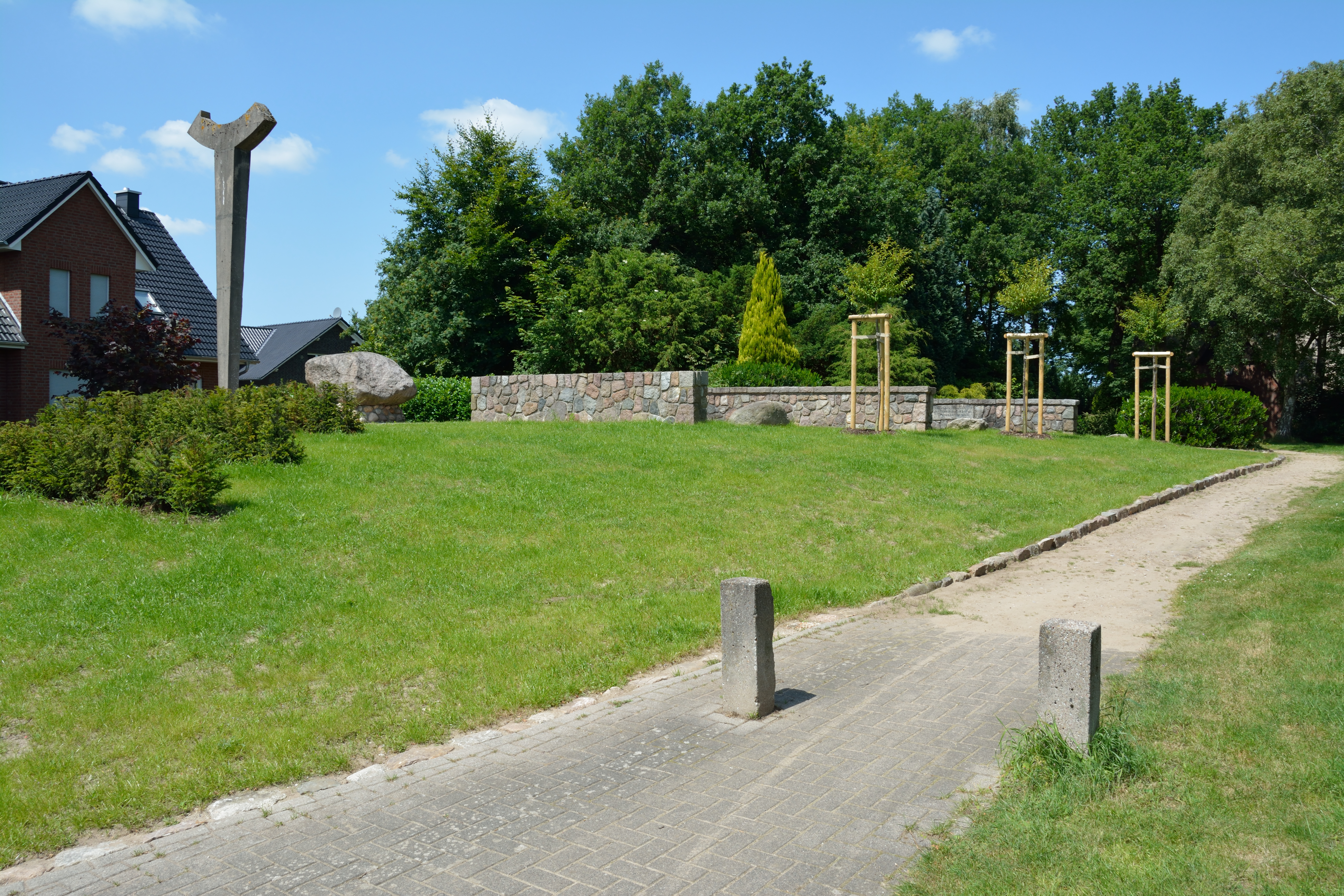
Ehrenmal in Oldendorf